# Thuyết tự sinh

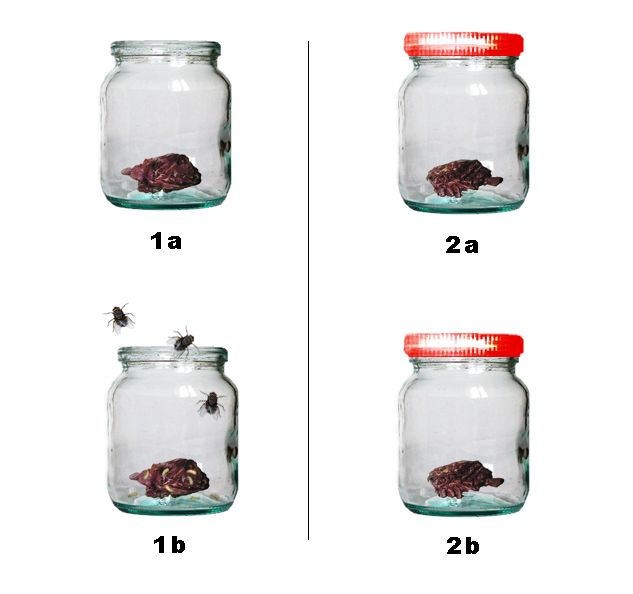
Thí nghiệm từ thế kỉ XVII của Francesco Redi chứng tỏ ruồi không tự sinh ra từ thịt thối (hình 1a, 1b) mà sinh ra từ ruồi khác (hình 2a, 2b).

Thuyết tự sinh (tiếng Anh: spontaneous generation) là một quan niệm cổ xưa đã lỗi thời về nguồn gốc sự sống trên Trái Đất cho rằng: mọi sinh vật đều được tự nhiên sinh ra mà không cần đến sinh vật khác, thậm chí các sinh vật sống có thể hình thành từ vật chất không sống. Ví dụ: ruồi sinh ra trên miếng thịt đang thối rữa; giun được sinh ra từ đất; hay miếng pho mát và bánh mì gói trong giẻ rách vứt trong góc tối sẽ tự sinh ra chuột, bởi vì sau vài tuần có chuột trong giẻ rách, rồi chuột mới đẻ chuột con; hoặc thậm chí nhiều sinh vật sống do Mặt trời và nước tác động phối hợp với nhau mà tạo thành mà không cần đến cha mẹ chúng.
Quan niệm này được xem là một giả thuyết từ thời cổ đại, có thể hình thành hàng ngàn năm trước. Chẳng hạn như kiến trúc sư người La Mã cổ đại Marcus Vitruvius Pollio (80 - 15 TCN) cho rằng: những con mọt sách được gió thổi đến từ hướng Nam hoặc hướng Tây, do đó thư viện nên quay mặt về phía Đông. Cũng như bọ chét phát sinh từ bụi, hoặc giòi có thể phát sinh từ xác chết. 

## Bác bỏ

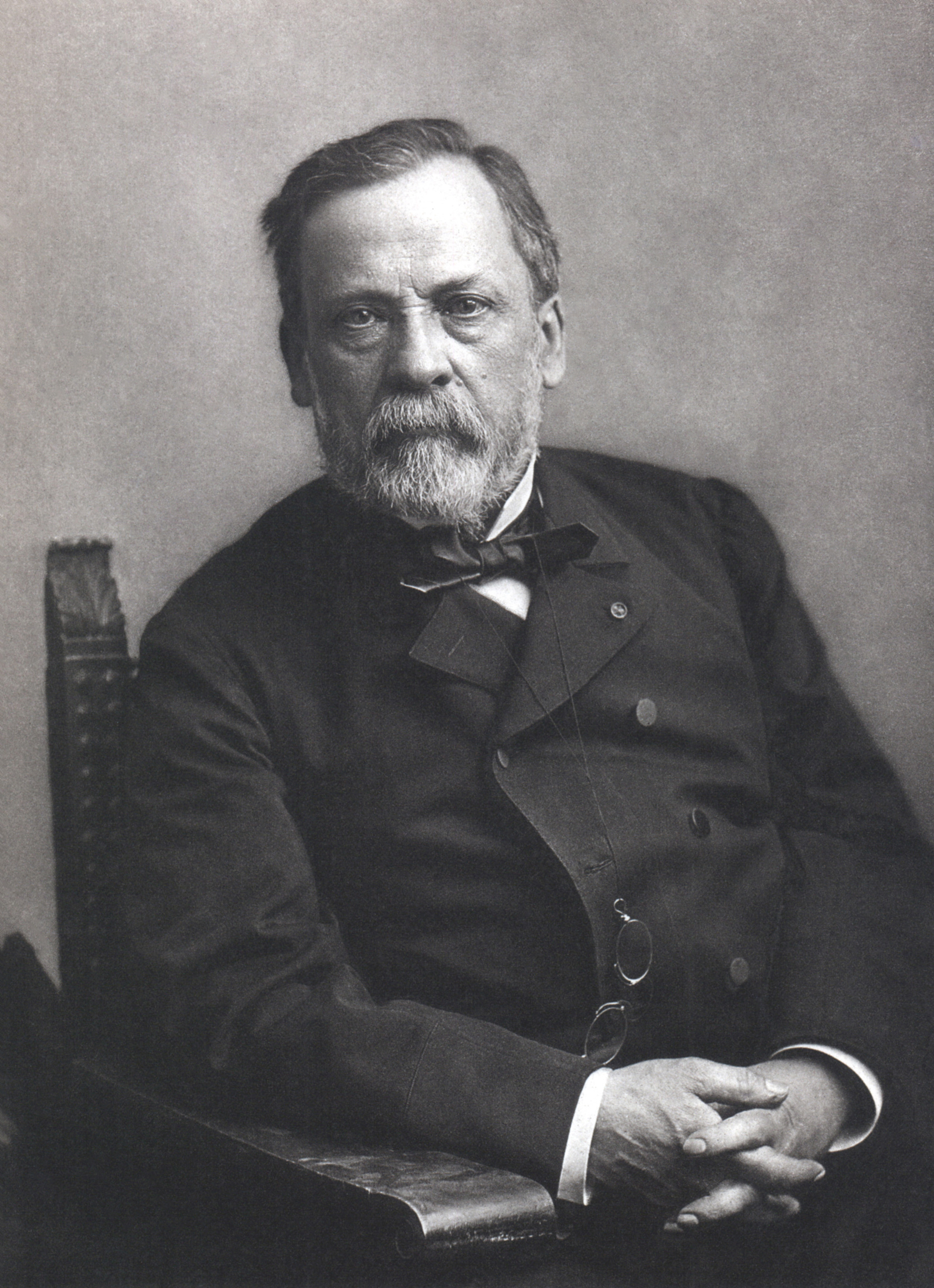
Louis Pasteur, người bác bỏ thuyết tự sinh, cha đẻ của thuyết tạo sinh

Đến thế kỉ XVII, quan niệm này bắt đầu bị bác bỏ mạnh mẽ nhờ thí nghiệm đơn giản của thầy thuốc Francesco Redi, sau đó bị chứng minh là hoàn toàn sai lầm nhờ  Pasteur  vào thế kỷ XIX.
Vào năm 1856, Pasteur  đã công bố Quy luật tạo sinh. Pasteur cho rằng, sự sống phải bắt nguồn từ sự sống, hay con cái phải có bố mẹ sinh ra.
Một sinh vật có ý thức dù là một tế bào nhỏ nhất, đơn giản nhất không thể được tạo ra từ sự kết hợp của những nguyên tử hóa học vô cơ.
Học thuyết của Pasteur đưa ra dựa trên vô số thực nghiệm, vậy nên ta đã có thể bác bỏ được học thuyết lâu đời kéo dài hàng ngàn năm này.